# Danimir
Danimir je moško osebno ime.

## Izvor imena
Ime Danimir je različica moškega osebnega imena Danijel.

## Pogostost imena
Po podatkih Statističnega urada Republike Slovenije je bilo na dan 31. decembra 2007 v Sloveniji število moških oseb z imenom Danimir: 18.

## Osebni praznik
Osebe z imenom Danimir lahko godujejo skupaj z Danijelom.